# Општина Карденас (Табаско)
Карденас (шп. Cárdenas) општина је у Мексику у савезној држави Табаско. Општина се налази на надморској висини од 20 м.

## Становништво
Према подацима из 2010. у општини је живело 248481 становника.

### Хронологија
| Година       | 2000                     | 2005                     | 2010                     |
| ------------ | ------------------------ | ------------------------ | ------------------------ |
| Становништво | 217261 (107305 / 109956) | 219563 (107557 / 112006) | 248481 (122234 / 126247) |

### Попис
| \| \| м \| \| \| ж \| \| 0—2 \| 8.079 \| \| \| 7.798 \| \| 3—5 \| 8.350 \| \| \| 8.031 \| \| 6—11 \| 16.531 \| \| \| 16.140 \| \| 12—14 \| 8.267 \| \| \| 8.112 \| \| 15—17 \| 8.130 \| \| \| 8.092 \| \| 18—24 \| 15.650 \| \| \| 16.816 \| \| 60+ \| 8.614 \| \| \| 8.389 \| \| Просек : \| 27,1 \| \| \| 27,6 \| |        |  |  |        |
| |        |  |  |        |
| | м      |  |  | ж      |
| 0—2 | 8.079  |  |  | 7.798  |
| 3—5 | 8.350  |  |  | 8.031  |
| 6—11 | 16.531 |  |  | 16.140 |
| 12—14 | 8.267  |  |  | 8.112  |
| 15—17 | 8.130  |  |  | 8.092  |
| 18—24 | 15.650 |  |  | 16.816 |
| 60+ | 8.614  |  |  | 8.389  |
| Просек : | 27,1   |  |  | 27,6   |

| #   | Индикатор                                                                                        | Вредност |
| --- | ------------------------------------------------------------------------------------------------ | -------- |
| 1   | Становништво од 0 до 2 године                                                                    | 15877    |
| 2   | Мушко становништво од 0 до 2 године                                                              | 8079     |
| 3   | Женско становништво од 0 до 2 године                                                             | 7798     |
| 4   | Становништво са 3 и више година                                                                  | 230525   |
| 5   | Мушко становништво са 3 и више година                                                            | 113115   |
| 6   | Женско становништво са 3 и више година                                                           | 117410   |
| 7   | Становништво са 5 и више година                                                                  | 219519   |
| 8   | Мушко становништво са 5 и више година                                                            | 107540   |
| 9   | Женско становништво са 5 и више година                                                           | 111979   |
| 10  | Становништво са 12 и више година                                                                 | 181473   |
| 11  | Мушко становништво са 12 и више година                                                           | 88234    |
| 12  | Женско становништво са 12 и више година                                                          | 93239    |
| 13  | Становништво са 15 и више година                                                                 | 165094   |
| 14  | Мушко становништво са 15 и више година                                                           | 79967    |
| 15  | Женско становништво са 15 и више година                                                          | 85127    |
| 16  | Становништво са 18 и више година                                                                 | 148872   |
| 17  | Мушко становништво са 18 и више година                                                           | 71837    |
| 18  | Женско становништво са 18 и више година                                                          | 77035    |
| 19  | Становништво од 3 до 5 година                                                                    | 16381    |
| 20  | Мушко становништво од 3 до 5 година                                                              | 8350     |
| 21  | Женско становништво од 3 до 5 година                                                             | 8031     |
| 22  | Становништво од 6 до 11 година                                                                   | 32671    |
| 23  | Мушко становништво од 6 до 11 година                                                             | 16531    |
| 24  | Женско становништво од 6 до 11 година                                                            | 16140    |
| 25  | Становништво од 8 до 14 година                                                                   | 38416    |
| 26  | Мушко становништво од 8 до 14 година                                                             | 19482    |
| 27  | Женско становништво од 8 до 14 година                                                            | 18934    |
| 28  | Становништво од 12 до 14 година                                                                  | 16379    |
| 29  | Мушко становништво од 12 до 14 година                                                            | 8267     |
| 30  | Женско становништво од 12 до 14 година                                                           | 8112     |
| 31  | Становништво од 15 до 17 година                                                                  | 16222    |
| 32  | Мушко становништво од 15 до 17 година                                                            | 8130     |
| 33  | Женско становништво од 15 до 17 година                                                           | 8092     |
| 34  | Становништво од 18 до 24 године                                                                  | 32466    |
| 35  | Мушко становништво од 18 до 24 године                                                            | 15650    |
| 36  | Женско становништво од 18 до 24 године                                                           | 16816    |
| 37  | Женско становништво од 15 до 49 година                                                           | 68087    |
| 38  | Становништво са 60 и више година                                                                 | 17003    |
| 39  | Мушко становништво са 60 и више година                                                           | 8614     |
| 40  | Женско становништво са 60 и више година                                                          | 8389     |
| 41  | Однос између мушкараца и жена                                                                    | 96.82    |
| 42  | Становништво од нуле до 14 година                                                                | 81308    |
| 43  | Становништво од 15 до 64 године                                                                  | 153514   |
| 44  | Становништво од 65 година и више                                                                 | 11580    |
| 45  | Просечан број деце                                                                               | 2.59     |
| 46  | Становништво рођено у ентитету                                                                   | 223547   |
| 47  | Мушко становништво рођено у ентитету                                                             | 109403   |
| 48  | Женско становништво рођено у ентитету                                                            | 114144   |
| 49  | Становништво рођено у другом ентитету                                                            | 22032    |
| 50  | Мушко становништво рођено у другом ентитету                                                      | 11363    |
| 51  | Женско становништво рођено у другом ентитету                                                     | 10669    |
| 52  | Становништво од 5 година и више резидентно у ентитету у јуну 2005. године                        | 211983   |
| 53  | Мушко становништво старосног доба од 5 година и више, резидентно у ентитету у јуну 2005. године  | 103480   |
| 54  | Женско становништво старосног доба од 5 и више година, резидентно у ентитету у јуну 2005. године | 108503   |
| 55  | Становништво од 5 година и више које је живело у другом ентитету у јуну 2005. године             | 5199     |
| 56  | Мушко становништво старије од 5 година које је живело у другом ентитету у јуну 2005. године      | 2726     |
| 57  | Женско становништво старије од 5 година које је живело у другом ентитету у јуну 2005. године     | 2473     |
| 58  | Становништво од 3 године и више које говори аутохтони језик                                      | 1021     |
| 59  | Мушко становништво старо 3 године и више које говори аутохтони језик                             | 576      |
| 60  | Женско становништво старо 3 године и више које говори аутохтони језик                            | 445      |
| 61  | Становништво од 3 године и више које говори аутохтони језик и не говори шпански језик            | 6        |
| 62  | Мушко становништво старо 3 године и више које говори аутохтони језик и не говори шпански         | 2        |
| 63  | Женско становништво старо 3 године и више које говори аутохтони језик и не говори шпански језик  | 4        |
| 64  | Становништво старо 3 године и више које говори аутохтони језик и шпански                         | 729      |
| 65  | Мушко становништво старо 3 године и више које говори аутохтони језик и шпански                   | 407      |
| 66  | Женско становништво старо 3 године и више које говори аутохтони језик и шпански                  | 322      |
| 67  | Становништво од 5 година и више које говори аутохтони језик                                      | 1009     |
| 68  | Становништво од 5 година и више које говори аутохтони језик и не говори шпански језик            | 5        |
| 69  | Становништво од 5 година и више које говори аутохтони језик и говори шпански језик               | 726      |
| 70  | Становништво у домородачким домаћинствима                                                        | 2805     |
| 71  | Становништво са ограничењима у активностима                                                      | 9425     |
| 72  | Становништво са ограниченим ходањем или кретањем, горе или доле                                  | 4418     |
| 73  | Становници са ограничењима вида, чак и уз кориштење сочива                                       | 3130     |
| 74  | Становништво са ограничењима говора, комуникације или конверзације                               | 1020     |
| 75  | Становништво са ограниченим слухом                                                               | 780      |
| 76  | Становништво са ограничењима при одевању, купању или јелу                                        | 425      |
| 77  | Становништво са ограничењима у опажању или учењу једноставних ствари                             | 443      |
| 78  | Становништво са менталним ограничењима                                                           | 1054     |
| 79  | Становништво без ограничења активности                                                           | 234953   |
| 80  | Становништво од 3 до 5 година које не похађа школу                                               | 7336     |
| 81  | Мушко становништво од 3 до 5 година које не похађа школу                                         | 3740     |
| 82  | Женско становништво од 3 до 5 година које не похађа школу                                        | 3596     |
| 83  | Становништво од 6 до 11 година које не похађа школу                                              | 1267     |
| 84  | Мушко становништво од 6 до 11 година које не похађа школу                                        | 655      |
| 85  | Женско становништво од 6 до 11 година које не похађа школу                                       | 612      |
| 86  | Становништво од 12 до 14 година које не похађа школу                                             | 1640     |
| 87  | Мушко становништво од 12 до 14 година које не похађа школу                                       | 819      |
| 88  | Женско становништво од 12 до 14 година које не похађа школу                                      | 821      |
| 89  | Становништво од 15 до 17 година похађа школу                                                     | 10683    |
| 90  | Мушко становништво од 15 до 17 година похађа школу                                               | 5400     |
| 91  | Женско становништво између 15 и 17 година живота у школи                                         | 5283     |
| 92  | Становништво од 18 до 24 године похађа школу                                                     | 8188     |
| 93  | Мушко становништво од 18 до 24 године похађа школу                                               | 4127     |
| 94  | Женско становништво од 18 до 24 године похађа школу                                              | 4061     |
| 95  | Становништво од 8 до 14 година које не може да чита и пише                                       | 2062     |
| 96  | Мушко становништво старосног доба од 8 до 14 година које не може да чита и пише                  | 1243     |
| 97  | Женско становништво старосног доби од 8 до 14 година које не може да чита и пише                 | 819      |
| 98  | Становништво од 15 година и више које је неписмено                                               | 12142    |
| 99  | Мушко становништво од 15 година и више које је неписмено                                         | 4819     |
| 100 | Женско становништво од 15 година и више које је неписмено                                        | 7323     |
| 101 | Становништво старо 15 и више година без школовања                                                | 11113    |
| 102 | Мушко становништво старо 15 и више година без школовања                                          | 4506     |
| 103 | Женско становништво старо 15 и више година без школовања                                         | 6607     |
| 104 | Становништво старосног доба 15 и више година са непотпуним основним образовањем                  | 29256    |
| 105 | Мушко становништво старосног доба од 15 година и више са непотпуном основним образовањем         | 13882    |
| 106 | Женско становништво старосног доба 15 и више година са непотпуном основним образовањем           | 15374    |
| 107 | Становништво старо 15 и више година са комплетним основним образовањем                           | 26075    |
| 108 | Мушко становништво старо 15 година и више са комплетним основним образовањем                     | 11811    |
| 109 | Женско становништво старо 15 и више година са комплетним основним образовањем                    | 14264    |
| 110 | Становништво старосног доба 15 и више година са непотпуним средњим образовањем                   | 8594     |
| 111 | Мушко становништво старосног доба од 15 година и више са непотпуним средњим образовањем          | 4445     |
| 112 | Женско становништво старосног доба од 15 година и више са непотпуним средњим образовањем         | 4149     |
| 113 | Становништво старо 15 и више година са пуним секундарном образовањем                             | 39689    |
| 114 | Мушко становништво старосног доба од 15 година и више са пуним секундарном образовањем           | 19660    |
| 115 | Женско становништво старосног доба од 15 година и више са пуним секундарном образовањем          | 20029    |
| 116 | Становништво старије од 18 година са постосновним образовањем                                    | 44217    |
| 117 | Мушко становништво старије од 18 година са постосновним образовањем                              | 22746    |
| 118 | Женско становништво старије од 18 година са постосновним образовањем                             | 21471    |
| 119 | Просечна оцена школовања                                                                         | 8.02     |
| 120 | Просечан ниво образовања мушке популације                                                        | 8.25     |
| 121 | Просечан ниво образовања женског становништва                                                    | 7.8      |
| 122 | Економски активно становништво                                                                   | 84545    |
| 123 | Економски активна мушка популација                                                               | 65267    |
| 124 | Економски активна женска популација                                                              | 19278    |
| 125 | Становништво које није економски активно                                                         | 95793    |
| 126 | Мушко становништво које није економски активно                                                   | 22302    |
| 127 | Женско становништво које није економски активно                                                  | 73491    |
| 128 | Запослено становништво                                                                           | 80575    |
| 129 | Запослено мушко становништво                                                                     | 61878    |
| 130 | Запослено женско становништво                                                                    | 18697    |
| 131 | Незапослена популација                                                                           | 3970     |
| 132 | Незапослена мушка популација                                                                     | 3389     |
| 133 | Незапослена женска популација                                                                    | 581      |
| 134 | Становништво без права на здравствене услуге                                                     | 71626    |
| 135 | Становништво које има право на здравствене услуге                                                | 174139   |
| 136 | Становништво које има право на ИМСС                                                              | 51274    |
| 137 | Становништво које има право на социјално осигурање                                               | 9220     |
| 138 | Становништво које има право на државно социјално осигурање                                       | 4470     |
| 139 | Становништво које има право на опште осигурање или здравствено осигурање за нову генерацију      | 96856    |
| 140 | Становништво које је било једном или није било у браку током 12 година и више                    | 59401    |
| 141 | Венчано или уједињено становништво од 12 година и више                                           | 103734   |
| 142 | Становништво које је било у браку или уједињено 12 година и више                                 | 17896    |
| 143 | Становништво са католичком религијом                                                             | 139785   |
| 144 | Протестанти, еванђелисти и библијски следбеници различити од еванђелиста                         | 72410    |
| 145 | Становништво са другим религијама различитим од претходних                                       | 77       |
| 146 | Становништво без религије                                                                        | 31781    |
| 147 | Укупно пописаних домаћинства                                                                     | 59591    |
| 148 | Пописна домаћинства на челу са мушкарцима                                                        | 44987    |
| 149 | Пописна домаћинства на челу са женама                                                            | 14604    |
| 150 | Становништво у пописним домаћинствима                                                            | 245850   |
| 151 | Становништво у пописним домаћинствима на челу са мушкарцима                                      | 192552   |
| 152 | Становништво у пописним домаћинствима на челу са женама                                          | 53298    |
| 153 | Укупно домаћинстава                                                                              | 68669    |
| 154 | Укупно насељених домаћинстава                                                                    | 60264    |
| 155 | Укупно приватних кућа                                                                            | 67996    |
| 156 | Насељени приватни домови                                                                         | 59591    |
| 157 | Укупно насељених приватних кућа                                                                  | 60257    |
| 158 | Ненасељене приватне куће                                                                         | 6573     |
| 159 | Појединачна домаћинства за привремену употребу                                                   | 1832     |
| 160 | Становници у насељеним приватним кућама                                                          | 245850   |
| 161 | Насељеност станара у приватним становима                                                         | 4.13     |
| 162 | Просечно становника по соби у приватним насељеним домаћинствима                                  | 1.17     |
| 163 | Појединачна домаћинства са подовима од различитих материјала од земље                            | 54111    |
| 164 | Појединачна домаћинства у приземљу                                                               | 5074     |
| 165 | Појединачна домаћинства са једном спаваћом собом                                                 | 22686    |
| 166 | Појединачна домаћинства са две спаваће собе и више                                               | 36608    |
| 167 | Појединачна домаћинства са једним собом                                                          | 6354     |
| 168 | Појединачна домаћинства са две собе                                                              | 8310     |
| 169 | Појединачна домаћинства са 3 собе и више                                                         | 44558    |
| 170 | Појединачна домаћинства која имају електрично светло                                             | 58484    |
| 171 | Појединачна домаћинства која немају електрично светло                                            | 832      |
| 172 | Појединачна домаћинства која имају водоводну воду у стамбеном простору                           | 35866    |
| 173 | Појединачна домаћинства која немају водоводну воду у стамбеном простору                          | 23376    |
| 174 | Појединачна домаћинства која имају тоалет                                                        | 56448    |
| 175 | Појединачна домаћинства која имају канализацију                                                  | 56161    |
| 176 | Појединачна домаћинства која немају канализацију                                                 | 2856     |
| 177 | Појединачна домаћинства која имају електрично светло, довод воде из јавне мреже и канализацију   | 34800    |
| 178 | Појединачна домаћинства без икаквих услова                                                       | 2349     |
| 179 | Појединачна домаћинства која имају радио                                                         | 35420    |
| 180 | Појединачна домаћинства која имају телевизор                                                     | 52865    |
| 181 | Појединачна домаћинства која имају фрижидер                                                      | 47225    |
| 182 | Појединачна домаћинства која имају машину за веш                                                 | 41307    |
| 183 | Појединачна домаћинства која имају аутомобил или комби                                           | 14892    |
| 184 | Појединачна домаћинства која имају рачунар                                                       | 10461    |
| 185 | Појединачна домаћинства која имају фиксну телефонску линију                                      | 12844    |
| 186 | Појединачна домаћинства која имају мобилни телефон                                               | 36785    |
| 187 | Појединачна домаћинства која имају приступ интернету                                             | 5759     |